# Embelia cuneata
Embelia cuneata är en viveväxtart som beskrevs av C.M. Hu och J.E. Vidal. Embelia cuneata ingår i släktet Embelia och familjen viveväxter. Inga underarter finns listade i Catalogue of Life.